# Wittekind (motorfiets)
Wittekind is een historisch Duits merk van motorfietsen.
De bedrijfsnaam was Wittekind-Fahrradfabrik GmbH, Bielefeld (1952-1954).
Wittekind was een Duits bedrijf dat bromfietsen met 40cc-Komet- en 98cc-Sachs-blokjes maakte. Mogelijk betekende de invoering van de moped het einde van de productie. Mopeds mochten maximaal 50 cc meten.